# Lámpara U-HID
La lámpara U-HID (Ultra High Intensity Discharge) es la combinación de las tecnologías de plasma y HID (High Intensity Discharge). La lámpara U-HID produce un haz de luz debido a la formación de un arco eléctrico en el gas de plasma. El tubo que contiene el arco eléctrico está hecho de una esfera de cuarzo o cerámica transparente, dicha esfera contiene una pastilla especial y gas de alta presión inactivo, los átomos exteriores a la pastilla electrónica producen fotones durante la formación de plasma en la esfera. Al iniciarse el proceso se puede notar un color azul en las puntas del cristal interior que es característico de esta tecnología.
La lámpara U-HID utiliza una descarga de pulsos de alto voltaje, logrando que no se disipe el plasma producido. La brillantez de una lámpara U-HID puede alcanzar el 80% en 4 segundos bajo condiciones de temperatura normales, y puede comenzar a trabajar al 100% instantáneamente después de un re-encendido. Comparativamente, la intensidad de luz de una lámpara U-HID es al menos tres veces más intensa que la de una lámpara HID de Aditivos Metálicos en un rango de color de luz de 4200K (luz fría).
- Datos: Q3816867